# Kael (ville)
Pour les articles homonymes, voir Kael.
Kael est une localité du Sénégal, située dans le département de Mbacké et la région de Diourbel, au centre-ouest du pays. C'est le chef-lieu de la commune de Kaél  et de l'arrondissement de Kael.
Kaél qui fut un haut de lieu de commerce de l'arachide, a très tôt connu le téléphone, avec la présence de libano-syriens. Ce village est peuplé de peuls et de wolofs qui vivent en parfaite harmonie. L'agriculture et l'élevage sont les principales activités des habitants de Kaél.
Victime de l'exode rural à cause de sa proximité avec la capitale du Mouridisme, Touba, Kaél rennaît avec un retour progressif en terre natale de ses fils. Les nombreuses constructions notées ces dernières années en sont une preuve. Kaél dispose d'un dispensaire, d'une maternité, d'une case des tout-petits, d'une école primaire, d'un collège d'enseignement supérieur, d'un poste de Gendarmerie. Le village dispose d'électricité et d'un forage qui alimente les robinets en eau potable.

## Personnalités liées à Kael
- Samba Yéla Diop (1936-2000), homme politique né à Kael et ancien ministre de l'Hydraulique du Président Abdou DIOUF
- Amadou Kâ, qui fut député plusieurs fois et maire de Mbackè, est originaire de la localité
- Moussa Sakho, homme politique natif de Kaël, ancien ministre de l'Enseignement technique et de la Formation professionnelle du Président Abdoulaye Wade
- Sambou Ndougou fondateur du village de Kaël
- Cheikh yaba DIOP, ancien chef de canton
- Bassirou Djigal ancien président de la communauté rurale de Kaél
- El hadj Bâ, actuel président de la Communauté rurale de Kaël et directeur de l'école de la localité
- Mamadou Kâ, ancien inspecteur de l'Enseignement